# Стрелка (верхний приток Моломы)

Стрелка — река в России, протекает в Опаринском районе Кировской области. Устье реки находится в 244 км по правому берегу реки Молома. Длина реки составляет 14 км.
Исток реки в лесном массиве в 9 км к северо-востоку от деревни Стрельская (центр Стрельского сельского поселения). Река течёт на юго-восток, затем на северо-восток. Незадолго до устья протекает около деревни Стрельская и впадает в Молому у деревни Кокулинская.

## Данные водного реестра
По данным государственного водного реестра России относится к Камскому бассейновому округу, водохозяйственный участок реки — Вятка от города Киров до города Котельнич, речной подбассейн реки — Вятка. Речной бассейн реки — Кама.
По данным геоинформационной системы водохозяйственного районирования территории РФ, подготовленной Федеральным агентством водных ресурсов:
- Код водного объекта в государственном водном реестре — 10010300312111100035447
- Код по гидрологической изученности (ГИ) — 111103544
- Код бассейна — 10.01.03.003
- Номер тома по ГИ — 11
- Выпуск по ГИ — 1